# Ciszyca Górna
Ciszyca Górna est une localité polonaise de la gmina de Tarłów, située dans le powiat d'Opatów en voïvodie de Sainte-Croix.